# Liste der Bodendenkmäler in Bochum
Die Liste der Bodendenkmäler in Bochum enthält die denkmalgeschützten unterirdischen baulichen Anlagen, Reste oberirdischer baulicher Anlagen, Zeugnisse tierischen und pflanzlichen Lebens und paläontologischen Reste auf dem Gebiet der Stadt Bochum in Nordrhein-Westfalen (Stand: März 2020). Diese Bodendenkmäler sind in Teil B der Denkmalliste der Stadt Bochum eingetragen; Grundlage für die Aufnahme ist das Denkmalschutzgesetz Nordrhein-Westfalen (DSchG NRW).
| Bild           | Bezeichnung                                                         | Lage                          | Beschreibung | Bauzeit  | Eingetragen seit | Denkmal- nummer |
| -------------- | ------------------------------------------------------------------- | ----------------------------- | --- | -------- | ---------------- | --------------- |
| weitere Bilder | Kirche und Friedhof Stiepel                                         | Stiepel Brockhauser Straße 72 | |          | 11.02.1998       | B 1             |
| weitere Bilder | Nordwand des aufgelassenen Steinbruchs Klosterbusch                 | Querenburg Im Lottental       | |          | 13.05.2004       | B 2             |
| weitere Bilder | ehemaliger Adelssitz Weitmar                                        | Weitmar Schloßstraße 13       | Reste von Gebäuden im Boden auf dem Areal des ehemals von einer Gräfte umgebenen, heutigen ruinösen Hauptgebäudes und das Gelände der ehemaligen Vorburg | ca. 1000 | 24.10.2008       | B 3             |
|                | Geländeschnitt um einen ehemaligen Steinbruch am Ruhrufer in Bochum | Stiepel An der Alten Fähre    | |          | 20.02.2013       | B 4             |
|                | Ehemaliges Kriegsgefangenen- und Zwangsarbeiterlager                | Hiltrop Castroper Hellweg     | Ehemaliges Kriegsgefangenen- und Zwangsarbeiterlager „Heinrichstraße“ der Bergbau AG Lothringen und der Eisen- und Hüttenwerke AG                        |          | 31.03.2020       | B 5             |